# Боролдой
Боролдой (кирг. Боролдой) — село в Кеминском районе Чуйской области Кыргызстана. Административный центр и единственный населённый пункт Боролдойского аильного округа. Код СОАТЕ — 41708 213 808 01 0
Поселение основано в 1910 году выходцами из семиреченских станиц под названием станица Бурулдайская, затем переименована в станицу Самсоновская

## Население
| год     | 2009 | 2014 | 2015 |
| ------- | ---- | ---- | ---- |
| человек | 1893 | 2175 | 2100 |